# Phaeochroops longisetosus
Phaeochroops longisetosus är en skalbaggsart som beskrevs av Kuijten 1981. Phaeochroops longisetosus ingår i släktet Phaeochroops och familjen Hybosoridae. Inga underarter finns listade i Catalogue of Life.